# Sendeturm Wippershainer Höhe
Der Sendeturm Wippershainer Höhe befindet sich etwa 1,3 Kilometer nördlich von Wippershain, in der Nähe von Bad Hersfeld im Landkreis Hersfeld-Rotenburg auf 454 m ü. NN. Der in Stahlbetonkonstruktion erbaute 75 Meter hohe Sendeturm (Typenturm) war Teil des hessischen DAB-Sendernetzes. Am 5. Dezember 2023 wurde bekannt, dass es eine Reaktivierung für den DAB+-Kanal 7b (hr Radio) geben soll.
Die UKW-Versorgung der Region erfolgt über die Grundnetzsender Hoher Meißner, Heidelstein und Rimberg sowie über den in der Nähe befindlichen Kleinsender Bad Hersfeld (Obersberg). Der bayerische Standort Kreuzberg ist auch sehr gut empfangbar.
Digitales terrestrisches Fernsehen (DVB-T) kommt für die Region Nordhessen von den Standorten Hoher Meißner und dem Fernmeldeturm Habichtswald auf dem Essigberg bei Kassel. In der Region Osthessen sind die DVB-T-Sender Heidelstein und Rimberg für Hessen sowie Kreuzberg für Bayern nutzbar. Eine Dachantenne ermöglicht eventuell sogar den Empfang von DVB-T Rhein-Main vom Großen Feldberg bei Frankfurt am Main.
Generell ist eine auf den jeweiligen Senderstandort ausgerichtete Dachantenne für jeglichen Empfang zu empfehlen.